# Réalité de synthèse
Réalité de synthèse est le terme officiel équivalent de « Réalité virtuelle », publié au Journal officiel de la République française du 20 avril 2007 par la Commission générale de terminologie et de néologie, en application du décret du 3 juillet 1996 relatif à l’enrichissement de la langue française.
La publication de ce terme au Journal officiel rend son emploi obligatoire, à la place des équivalents étrangers, pour les services de l’État et ses établissements publics (art. 11 du décret du 3 juillet 1996).
La définition comporte néanmoins la note suivante : « 2. On trouve aussi, dans l'usage courant, la locution « réalité virtuelle », qui n'est pas recommandée. ».